# Agnia fasciata
Agnia fasciata är en skalbaggsart som beskrevs av Francis Polkinghorne Pascoe 1859. Agnia fasciata ingår i släktet Agnia och familjen långhorningar. Inga underarter finns listade i Catalogue of Life.